# Christian Bravo
Christian Daniel Bravo Araneda (Iquique, Chile, 1 de octubre de 1993) es un futbolista profesional chileno que se desempeña como extremo en Deportes Antofagasta de la Primera B de Chile.

## Trayectoria

### Universidad de Chile (2010-2012)
Cuando tenía 8 años, estuvo entrenando 3 semanas en las divisiones inferiores de Colo-Colo, club de cual decidió irse tras un entrevero entre su padre, el exfutbolista Christian Bravo Franke, y el profesor a cargo de la sub-10. A los meses después, pasó a las divisiones inferiores de Universidad de Chile, donde jugó, en un comienzo, en la posición de volante por derecha y, finalmente, como delantero extremo.
Su debut oficial en el primer equipo fue el día 15 de mayo de 2010 contra Lota Schwager, con 16 años en un partido válido por la Copa Chile Bicentenario. El 27 de noviembre de 2011 vuelve a jugar por el primer equipo contra Audax Italiano, esta vez por el Torneo de Clausura y siendo una de las buenas figuras de la ofensiva azul.
Alternó con el primer equipo bajo las órdenes de Jorge Sampaoli y debutó en un partido internacional el día 22 de agosto de 2012 contra Santos de Brasil, ingresando en el segundo tiempo en reemplazo de Matías Rodríguez, en el empate a cero válido por el partido de ida de la Recopa Sudamericana.

### NK Inter Zaprešić
A inicios de 2013 es adquirido como agente libre por el club NK Inter Zaprešić de la liga Croata. 

### Granada CF (2013)
Gracias a su buena actuación en el Mundial Sub-20 de 2013 disputado en Turquía, es traspasado por las próximas 5 temporadas al Granada de la Liga BBVA, desde la temporada 2013-2014, donde es enviado al primer equipo filial. Alcanzó a jugar 2 partidos con el primer equipo en la Liga BBVA, ingresando desde el segundo tiempo ante Barcelona y Sevilla.

### Universidad Católica (2015-2016)
En mayo de 2015, es enviado a préstamo desde Granada a Universidad Católica por un año, de cara a disputar el Torneo Clausura y la Copa Sudamericana. Rápidamente se convirtió en pieza clave del once titular del cuadro dirigido por Mario Salas, disputando gran parte de los partidos de la temporada. 
Con el cuadro cruzado, ha conseguido los títulos del Clausura 2016 y Apertura 2016, coronarse bicampeón del fútbol chileno, además de la obtención de la Supercopa de Chile del mismo año.

## Selección nacional

### Selección sub-20
Debido a sus destacadas actuaciones en el fútbol europeo, el 2 de junio de 2013 fue incluido en la nómina definitiva de 21 jugadores elegidos por Mario Salas, entrenador de la selección chilena sub-20, para disputar la Copa Mundial Sub-20 de 2013 durante los meses de junio y julio. En dicho torneo, fue una de las figuras de su país, siendo elegido por la FIFA como el mejor jugador del partido Chile vs Egipto luego de anotar el gol del triunfo ante los africanos a los 77' de juego, compromiso válido por la Fecha 1 del Grupo E. Finalmente, Chile alcanzó los cuartos de final, siendo eliminado en dicha instancia tras ser derrotado 4 a 3 ante Ghana en un dramático partido que solo se definió en el alargue.
| Mundial                | Sede    | Resultado        | Partidos | Goles |
| ---------------------- | ------- | ---------------- | -------- | ----- |
| Mundial Sub-20 de 2013 | Turquía | Cuartos de final | 5        | 1     |

### Selección sub-21
En mayo de 2014, fue incluido en la nómina de 20 jugadores entregada por el director técnico Claudio Vivas para representar a Chile en el Torneo Esperanzas de Toulon de 2014, categoría sub-21, a disputarse entre el 21 de mayo y el 1 de junio. En dicho certamen, estuvo presente en cuatro partidos, dos de ellos ingresado como titular, y anotó dos goles, ambos ante la selección de México. Finalmente, su selección fue eliminada en primera fase, tras sumar apenas dos puntos en los cuatro encuentros que disputó.
| Torneo                              | Sede    | Resultado    | Partidos | Goles |
| ----------------------------------- | ------- | ------------ | -------- | ----- |
| Torneo Esperanzas de Toulon de 2014 | Francia | Primera fase | 4        | 2     |

### Partidos internacionales
Actualizado hasta el 15 de octubre de 2019.
| 1     | 10 de septiembre de 2019 | Estadio Olímpico Metropolitano, San Pedro Sula, Honduras | Honduras   | 2-1 | Chile  |   | Amistoso |
| 2     | 15 de octubre de 2019    | Estadio José Rico Pérez, Alicante, España                | Chile      | 3-2 | Guinea |   | Amistoso |
| Total | Total                    | Total                                                    | Presencias | 2   | Goles  | 0 |          |

## Clubes

### Estadísticas
| Universidad Chile · Chile      | 1.ª           | 2010          | —   | —  | 2  | 0 | —  | — | 2   | 0  |
| Universidad Chile · Chile      | 1.ª           | 2011          | 2   | 0  | 1  | 0 | —  | — | 3   | 0  |
| Universidad Chile · Chile      | 1.ª           | 2012          | 8   | 0  | 2  | 0 | 1  | 0 | 11  | 0  |
| Universidad Chile · Chile      | Total club    | Total club    | 10  | 0  | 5  | 0 | 1  | 0 | 16  | 0  |
| Granada C. F. · España         | 1.ª           | 2013-14       | 2   | 0  | —  | — | —  | — | 2   | 0  |
| Granada C. F. · España         | Total club    | Total club    | 2   | 0  | 0  | 0 | 0  | 0 | 2   | 0  |
| Granada C. F. "B" · España     | 2.ª           | 2013-14       | 22  | 3  | —  | — | —  | — | 22  | 3  |
| Granada C. F. "B" · España     | 2.ª           | 2014-15       | 36  | 9  | —  | — | —  | — | 36  | 9  |
| Granada C. F. "B" · España     | Total club    | Total club    | 58  | 12 | 0  | 0 | 0  | 0 | 58  | 12 |
| Universidad Católica · Chile   | 1.ª           | 2015-16       | 28  | 5  | 7  | 0 | 3  | 0 | 38  | 5  |
| Universidad Católica · Chile   | 1.ª           | 2016-17       | 8   | 0  | 3  | 0 | 2  | 0 | 13  | 0  |
| Universidad Católica · Chile   | Total club    | Total club    | 36  | 5  | 10 | 0 | 5  | 0 | 51  | 5  |
| Unión Española · Chile         | 1.ª           | 2017          | 9   | 0  | 2  | 0 | —  | — | 11  | 0  |
| Unión Española · Chile         | Total club    | Total club    | 9   | 0  | 2  | 0 | 0  | 0 | 11  | 0  |
| San Luis · Chile               | 1.ª           | 2018          | 27  | 1  | 2  | 0 | —  | — | 29  | 1  |
| San Luis · Chile               | Total club    | Total club    | 27  | 1  | 2  | 0 | 0  | 0 | 29  | 1  |
| Montevideo Wanderers · Uruguay | 1.ª           | 2019          | 30  | 6  | —  | — | 6  | 2 | 36  | 8  |
| Montevideo Wanderers · Uruguay | 1.ª           | 2022          | 18  | 2  | —  | — | 5  | 1 | 23  | 3  |
| Montevideo Wanderers · Uruguay | Total club    | Total club    | 48  | 8  | 0  | 0 | 11 | 3 | 59  | 11 |
| C. A. Peñarol · Uruguay        | 1.ª           | 2020          | 10  | 0  | —  | — | 4  | 0 | 14  | 0  |
| C. A. Peñarol · Uruguay        | Total club    | Total club    | 10  | 0  | 0  | 0 | 4  | 0 | 14  | 0  |
| Everton · Chile                | 1.ª           | 2021          | 27  | 2  | 9  | 1 | —  | — | 36  | 3  |
| Everton · Chile                | Total club    | Total club    | 27  | 2  | 9  | 1 | 0  | 0 | 36  | 3  |
| Barnechea · Chile              | 2.ª           | 2023          | 29  | 7  | 2  | 0 | —  | — | 31  | 7  |
| Barnechea · Chile              | Total club    | Total club    | 29  | 7  | 2  | 0 | 0  | 0 | 31  | 7  |
| Cobreloa · Chile               | 1.ª           | 2024          | 22  | 1  | 5  | 1 | —  | — | 27  | 2  |
| Cobreloa · Chile               | Total club    | Total club    | 22  | 1  | 5  | 1 | 0  | 0 | 27  | 2  |
| Deportes Antofagasta · Chile   | 2.ª           | 2025          | 1   | 0  | 1  | 0 | —  | — | 2   | 0  |
| Deportes Antofagasta · Chile   | Total club    | Total club    | 1   | 0  | 1  | 0 | 0  | 0 | 2   | 0  |
| Total carrera                  | Total carrera | Total carrera | 279 | 36 | 36 | 2 | 21 | 3 | 336 | 41 |
| 1. 2.                          |               |               |     |    |    |   |    |   |     |    |

## Palmarés

### Títulos nacionales
| Título             | Club                      | País  | Año    |
| ------------------ | ------------------------- | ----- | ------ |
| Primera División   | Club Universidad de Chile | Chile | 2011-C |
| Primera División   | Club Universidad de Chile | Chile | 2012-A |
| Primera División   | C.D Universidad Católica  | Chile | 2016-C |
| Supercopa de Chile | C.D Universidad Católica  | Chile | 2016   |
| Primera División   | C.D Universidad Católica  | Chile | 2016-A |